# Acidente do Piper Aztec prefixo PP-ETT em 1967
O Acidente do Piper Aztec prefixo PP-ETT em 1967 foi um acidente aéreo ocorrido em 17 de julho daquele ano, nas proximidades de Fortaleza. Nessa data, um Piper Aztec PA-23 prefixo PP-ETT de propriedade do estado do Ceará teria sido atingido pela asa de um jato de treinamento Lockheed T-33 (nº 4325) da Força Aérea Brasileira que realizava voo de instrução nas proximidades da Base Aérea de Fortaleza. Após a colisão, o Piper teria perdido seu estabilizador e seus destroços caído numa área próxima a Fortaleza, enquanto o T-33 pousou na base aérea de Fortaleza com a asa severamente danificada. Entre os passageiros do Piper, estava o marechal Humberto de Alencar Castelo Branco, que havia deixado o cargo de presidente da República quatro meses antes. Ele não resistiu aos ferimentos e morreu pouco depois do acidente.

## Aeronaves

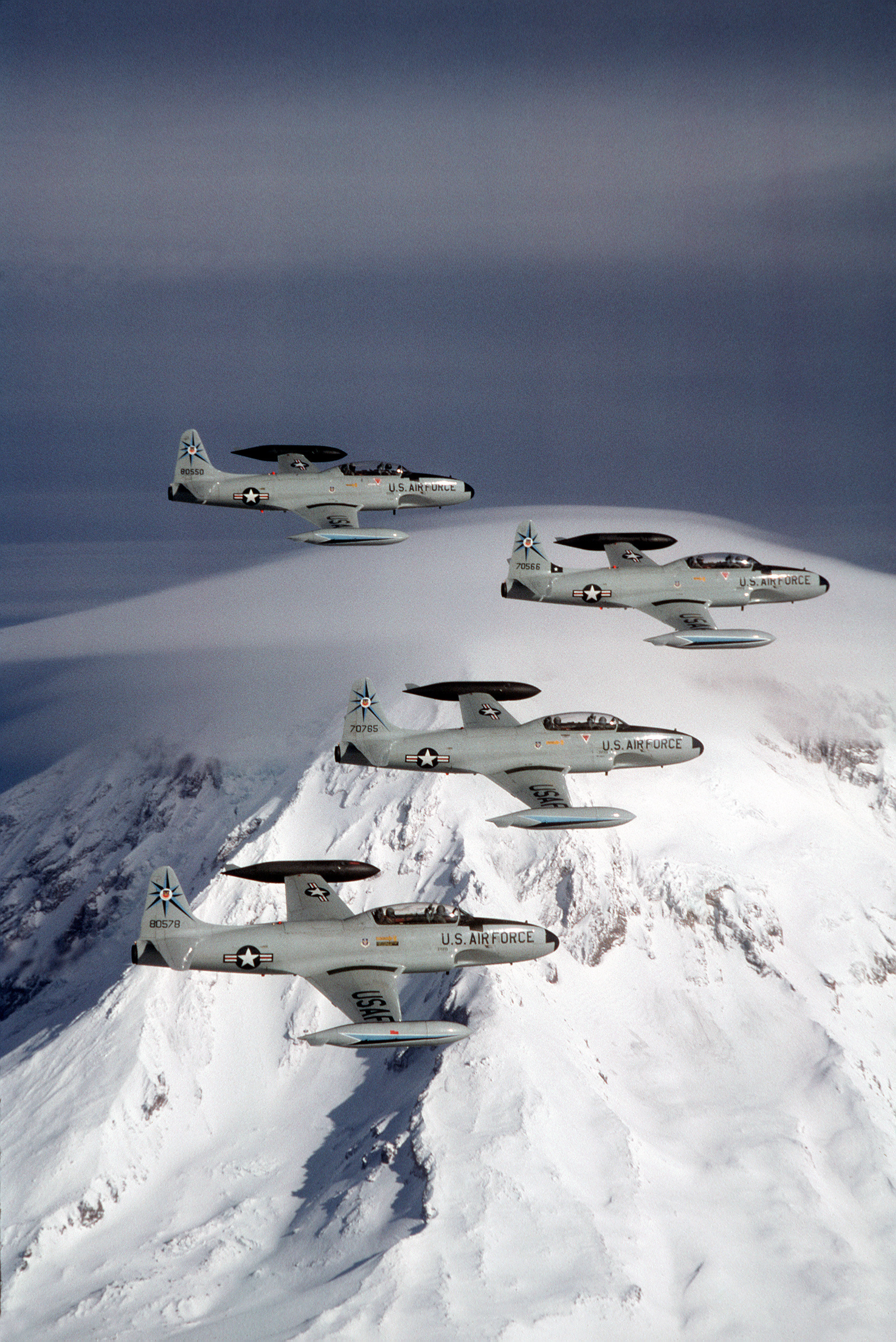
Esquadrilha de T-33's da Força Aérea dos Estados Unidos (USAF) em voo de instrução.

O Lockheed T-33 Shooting Star foi uma aeronave desenvolvida para o treinamento de pilotos militares no início da era do jato. Derivado do P-80, o T-33 realizou seu primeiro voo em 22 de março de 1948. Foram construídas 6 657 aeronaves, que operaram pelas forças aéreas de trinta países, incluindo o Brasil. A FAB adquiriu 58 aeronaves da Força Aérea dos Estados Unidos (USAF), numeradas de 4310 a 4357, distribuídas entre três grupos de caça. O Lockheed T-33 voou na FAB entre 1956 e 1973, quando foi substituído pelo Embraer AT-26 Xavante. A aeronave envolvida nesse acidente tinha o número 4325 e estava sediada no 1º/4º Grupo de aviação , onde fez parte das primeiras aeronaves recebidas pela FAB em 10 de dezembro de 1956. Após o acidente, a aeronave foi consertada e continuou voando normalmente até sua baixa em 1973, tendo sido preservada. Atualmente, encontra-se exposta na entrada da Base Aérea de Fortaleza.
O Piper Aztec PA-23 é uma aeronave de transporte de pequeno porte, tendo sido fabricadas 6 976 unidades entre 1952 e 1981. A aeronave destruída tinha o prefixo PP-ETT e pertencia ao governo do estado do Ceará, sendo utilizada para o transporte de autoridades civis e militares durante viagens pelo interior do estado. No acidente a aeronave teve sua cauda cortada pelo T-33, ficando fora de controle e caindo em uma região próxima a Fortaleza. Durante os trabalhos de resgate dos corpos, os destroços do Aztec foram recolhidos pela FAB, ficando anos guardados num galpão do 23º Batalhão de Caçadores até sua fuselagem passar por um processo de reconstrução e ser colocada em exposição estática.

## Acidente
Após visitar a escritora e amiga Rachel de Queiroz em seu sítio na região de Quixadá, Castelo Branco embarcou junto com sua comitiva no Piper Aztec, cujo comandante era Celso Tinoco Chagas, tendo como copiloto seu filho, Emílio Celso Chagas. Além de Castelo Branco, embarcaram a escritora Alba Frota, o major Manuel Nepomuceno e Cândido Castello Branco, irmão do marechal.
A aeronave decolou por volta das 9h da manhã e tinha como destino a Base Aérea de Fortaleza. Ao mesmo tempo, em Fortaleza, decolaram quatro jatos Lockheed T-33, cuja formação era comandada pelo tenente Areal. A esquadrilha tinha como objetivo realizar um voo de treinamento rotineiro.
Por volta das 9h30, o Piper voava a 5 000 pés (1 520 metros) sobre o circuito aéreo da Base de Fortaleza, quando teria sido atingido por uma das asas do T-33 pilotado pelo aspirante Alfredo Malan d'Dagrogne. A colisão arrancaria um dos tanques de combustível suplementares do T-33, que severamente avariado, realizou um pouso de emergência na base aérea. Já o Piper perdeu seu estabilizador e caiu numa área descampada nas proximidades da base aérea. A queda causou a morte de cinco dos seis passageiros, tendo sobrevivido apenas o copiloto Emílio Celso Chagas. Os corpos foram resgatados com muita dificuldade pelo 23º batalhão de caçadores do exército. Após o pouso, o aspirante Malan foi conduzido a um hospital militar.

## Consequências
A morte de Castelo Branco causou comoção na população e nos círculos militares. O presidente Costa e Silva foi informado sobre o acidente pelo ministro Rondon Pacheco às 14h45, tendo decretado oito dias de luto nacional.
Pouco tempo depois foi iniciado um inquérito militar para investigar as causas do acidente. Por conta de o inquérito ter sido conduzido numa das fases mais duras da ditadura militar, poucas informações foram divulgadas para a imprensa na época. Posteriormente foi divulgado que o acidente teria sido causado pelo piloto do Piper, que teria invadido inadvertidamente uma área restrita ao treinamento dos pilotos do 1º/4º Grupo de aviação.
Ao mesmo tempo, um inquérito sigiloso foi aberto pelo Serviço de Investigação e Prevenção de Acidentes Aeronáuticos, tendo sido apresentado o relatório ao presidente da República em novembro de 1967. A existência desse inquérito foi descoberta apenas 39 anos depois.

## Controvérsias

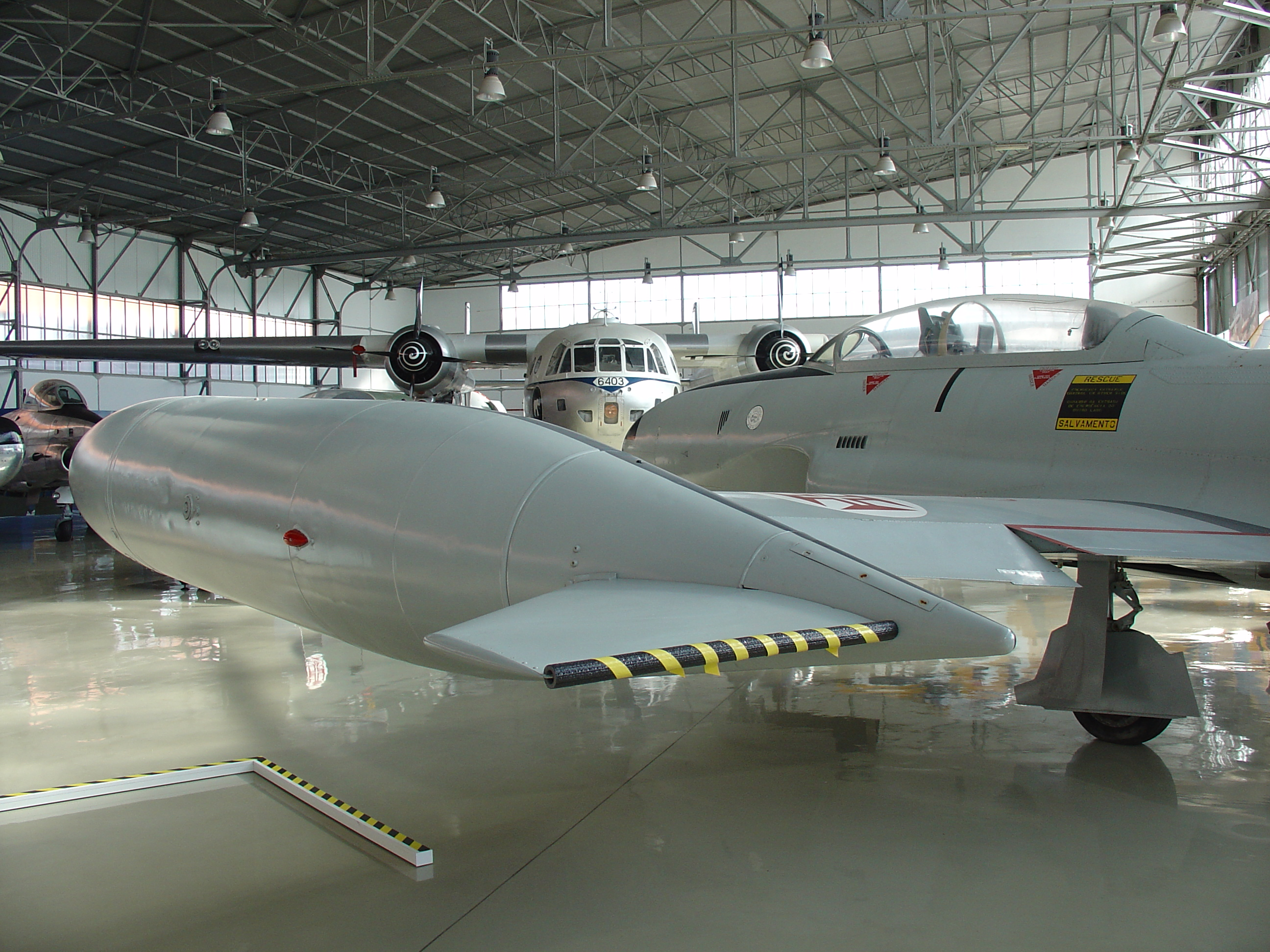
Tanque de combustível suplementar de um T-33 da Força Aérea Portuguesa.

O inquérito oficial foi marcado por contradições em relação aos dados colhidos pela equipe de investigação. Os pontos mais controversos foram:
- Tipo de colisão: segundo o relatório oficial, a asa do T-33 arrancou a cauda do Piper. Porém as fotos tiradas pela equipe de investigação mostravam que apenas o leme da aeronave fora arrancado;
- Danos: a aeronave teria sido parcialmente incendiada. No entanto, as fotos e testemunhos demonstraram que não houve incêndio a bordo. Durante o resgate dos corpos, a aeronave foi destruída a golpes de machado, prejudicando as investigações;
- Durante algum tempo alguns historiadores especularam na mídia, que a morte de Castelo fora um atentado,[6] por conta do seu suposto envolvimento em um movimento, liderado pelo senador Daniel Krieger, que era contrário ao endurecimento da ditadura militar.[7] Essa versão ganharia força pelo fato do tanque de combustível suplementar do T-33 que colidiu com o estabilizador do Piper estar vazio.[6] Porém os adeptos dessa teoria nunca conseguiram explicar o porquê do Piper ter invadido uma área restrita de treinamento da FAB.[1]

Em 1991, Rachel de Queiroz revelou que Castelo Branco ordenara ao piloto para que sobrevoasse uma linha de transmissão construída em sua gestão para apreciar uma de suas obras. Apesar da oposição do piloto, a mudança da rota foi efetuada, de forma que o Piper invadiria a área de treinamento da FAB, assumindo o risco de colisão com os jatos de treinamento.